# 赤水凤仙花
赤水凤仙花（学名：Impatiens chishuiensis）为凤仙花科凤仙花属下的一个种。其种加词“chishuiensis”意为“赤水的”。